# Axel Swinhufvud
Axel August Wilhelm Swinhufvud (20. května 1888, Strängnäs – 10. září 1978 v nemocnici Danderyd) byl švédský fotograf a obchodník s papírem. Fotografoval převážně stockholmské motivy a daroval asi 20 000 negativů Městskému muzeu ve Stockholmu.

## Životopis

### Fotograf

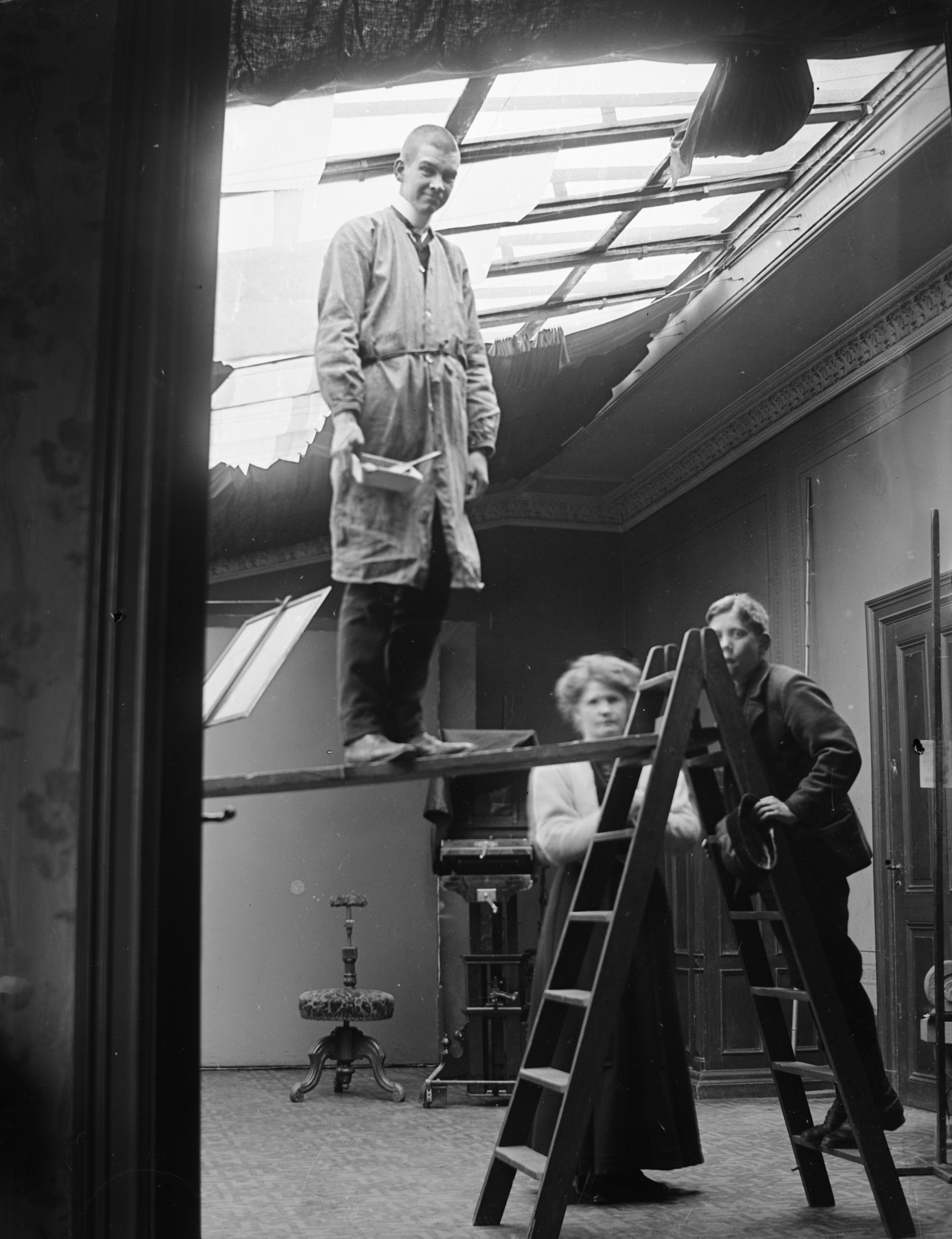
Axel Swinhufvud na štaflích ve studiu v roce 1910, žena je pravděpodobně jeho matka

Axel Swinhufvud se narodil v Paulinska gården ve Strängnäs. Byl synem kapitána Carla Wilhelma Svinhufvuda a Anny Augusty Lovisy Granbergové. Jako člen staré důstojnické rodiny si pravděpodobně vybral důstojnickou kariéru, ale kvůli zranění kyčle nebyl schopen vojenské služby. Po otcově smrti v roce 1899 se matka v roce 1902 přestěhovala do Stockholmu se svým synem Alexem a dcerou Annou Charlottou. Jako 15letý dostal svou první kameru, krabicovou kameru typu Murers Express. Jeho první dochovaná fotografie ukazuje výstup balónem, který provedl v roce 1903. V roce 1908 ukončil školu v Norra Real , bez titulu. Poté zahájil důkladné odborné školení, kde musel dva roky praktikovat u dvorního fotografa Larse Larssona, zvaného „Hov-Lasse“ a vlastníka Larsson's Ateljé na adrese Humlegårdsgatan 21. Larsson byl jedním z nejvýznamnějších fotografů své doby, specializoval se na stockholmské motivy.

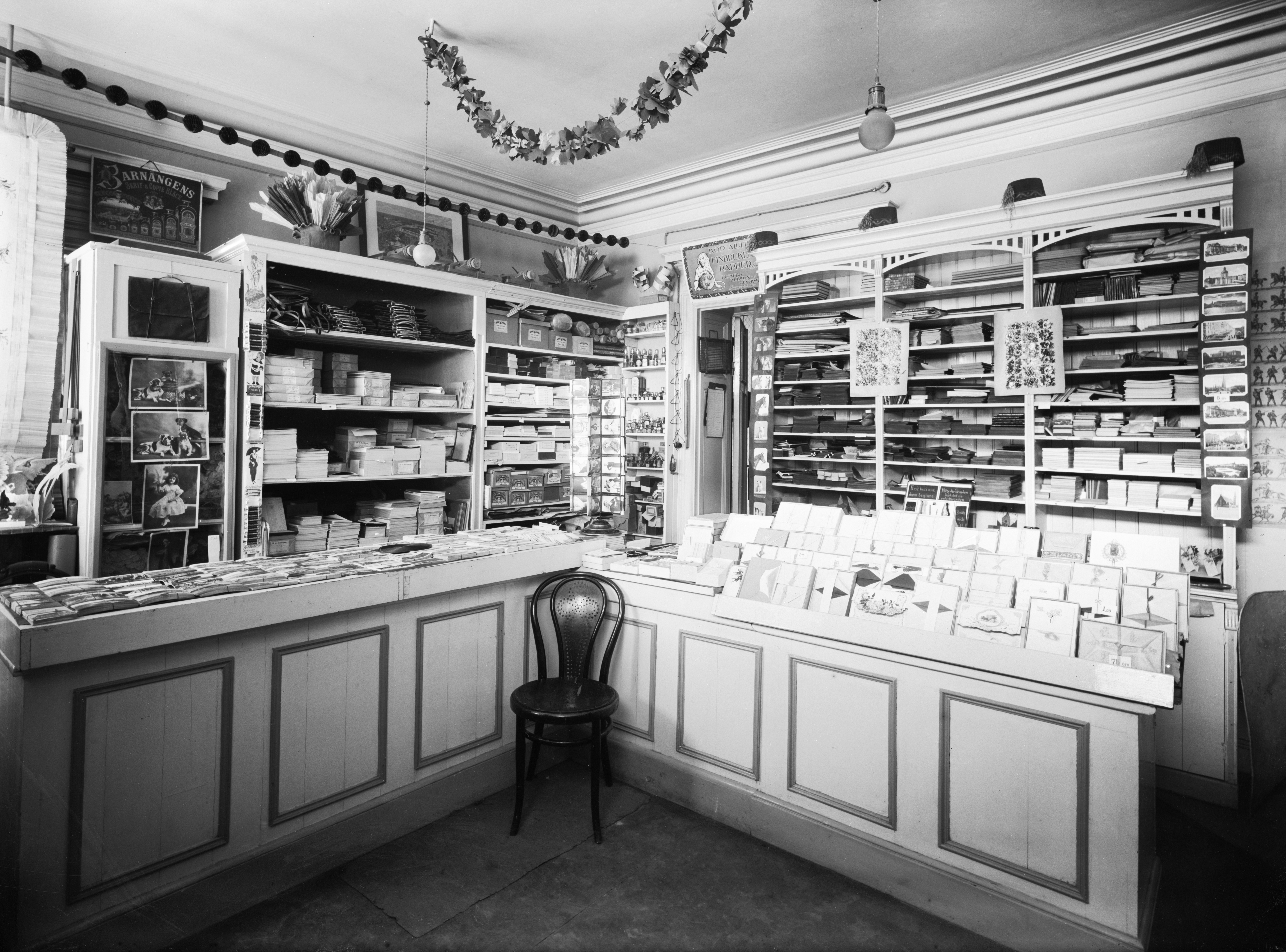
Swinhufvudova papírna v Karlavägen 27, 1935

V roce 1910 se Swinhufvud stal autorizovaným fotografem a založil své první studio na Karlavägen 1A (aktuální 27). V domě byla také papírna, kterou od roku 1907 provozovala Axelova matka. Následující rok byl hasičským kapitánem Fredrikem Kyhlbergem jmenován oficiálním fotografem Stockholmské hasičské služby. Jeho úkolem bylo dokumentovat Stockholmské požáry jeho fotografickou kamerou. Po požárním poplachu se vydal na motocyklu na místo požáru, někdy musel jet s vozíkem. Jakmile byl na místě požáru, sledoval práci hasičů, a když bylo třeba, vylezl i na střechu. V letech 1911 až 1936 dokumentoval a zaznamenal 211 požárů s fotografiemi, datem a časem. V souvislosti s úkolem pořídil se svou od německého vynálezce Anschütze – fotografickou kamerou, kterou získal v roce 1911, asi 900 skleněných desek.
Fotografoval také na schůzkách a demonstracích hasičů, například při předvádění nového motorového postřikovače v roce 1918 před Stockholmským hradem nebo na schůzce požární bezpečnosti v Brunkebergstorg v květnu 1921. Swinhufvudova požární dokumentace nese jasné rysy rané fotožurnalistiky ve třídě s předními současnými fotografy tisku, jako je Anton Blomberg, který měl jako svého klienta týdeník Idun a Axel Malmström, který pracoval pro Hvar 8 Dag. Swinhufvud však nebyl spojen s žádnými novinami ani obrázkovými časopisy. Byl zcela nezávislým fotografem na vyžádání. Některé ze svých motivů také rozšířil na pohlednice prostřednictvím papírnictví v Karlavägen.
V roce 1913 se Swinhufvud zúčastnil přednáškového kurzu o osvětlení a kompozici obrazu, který uspořádal slavný německý fotograf Nicola Perscheid. Poté se krátce věnoval umělecké fotografii v experimentálním stylu s obrazy lodí zrcadlících se ve vodní hladině v měsíčním světle. Nikdy se však nestal výtvarným fotografem. Většinu jeho produkce charakterizují zadané úkoly s rozsáhlou dokumentací, které musel dělat mimo jiné v továrně Marabou v Sundbybergu, v továrně Pharmacia v Liljeholmen nebo v domě Eugenia pro zdravotně postižené děti. Klienti byli instituce, společnosti a jednotlivci.

Dokumentace práce hasičů
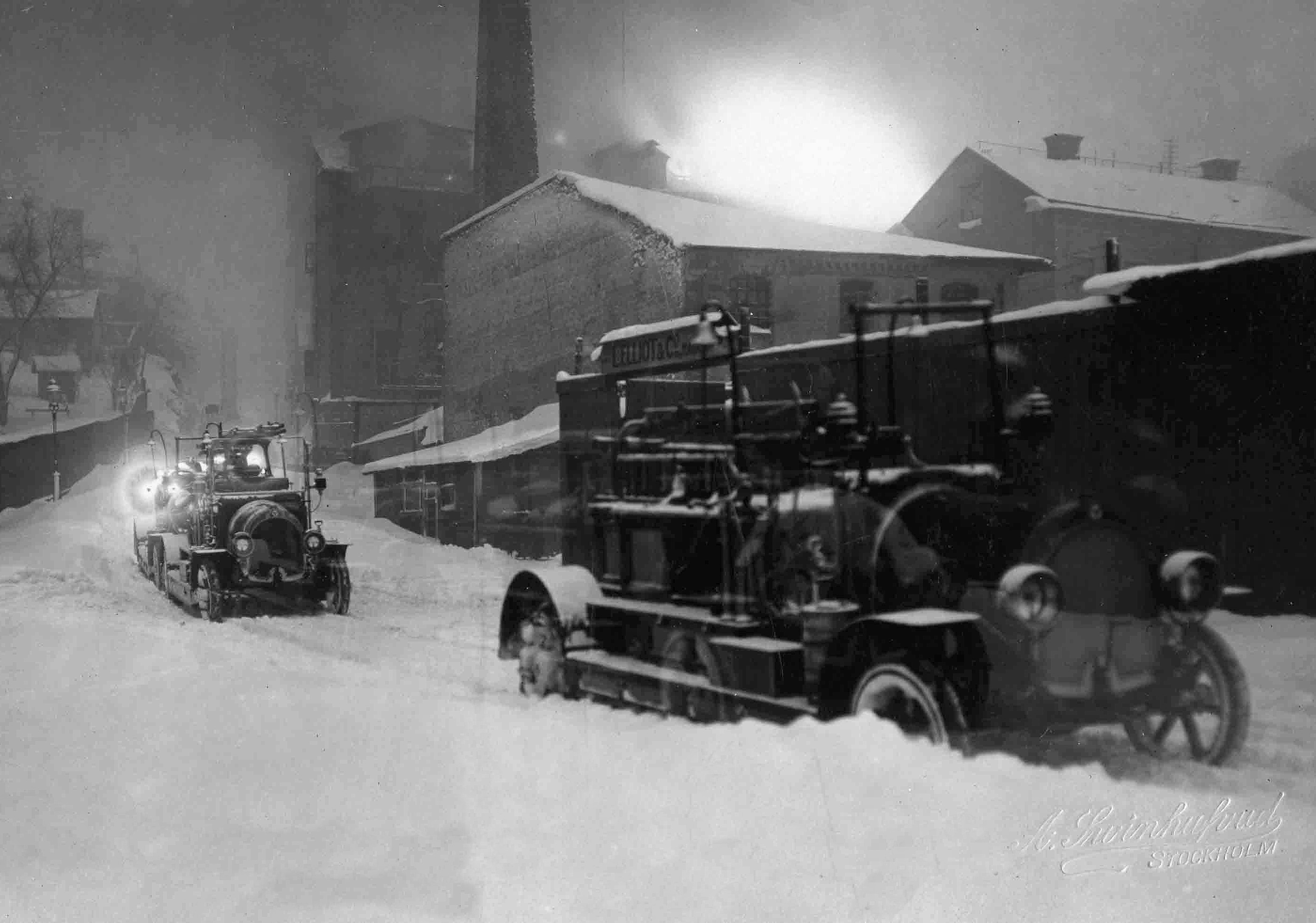
Tísňové volání na Polhemsgatan v zimním Stockholmu, 1918.
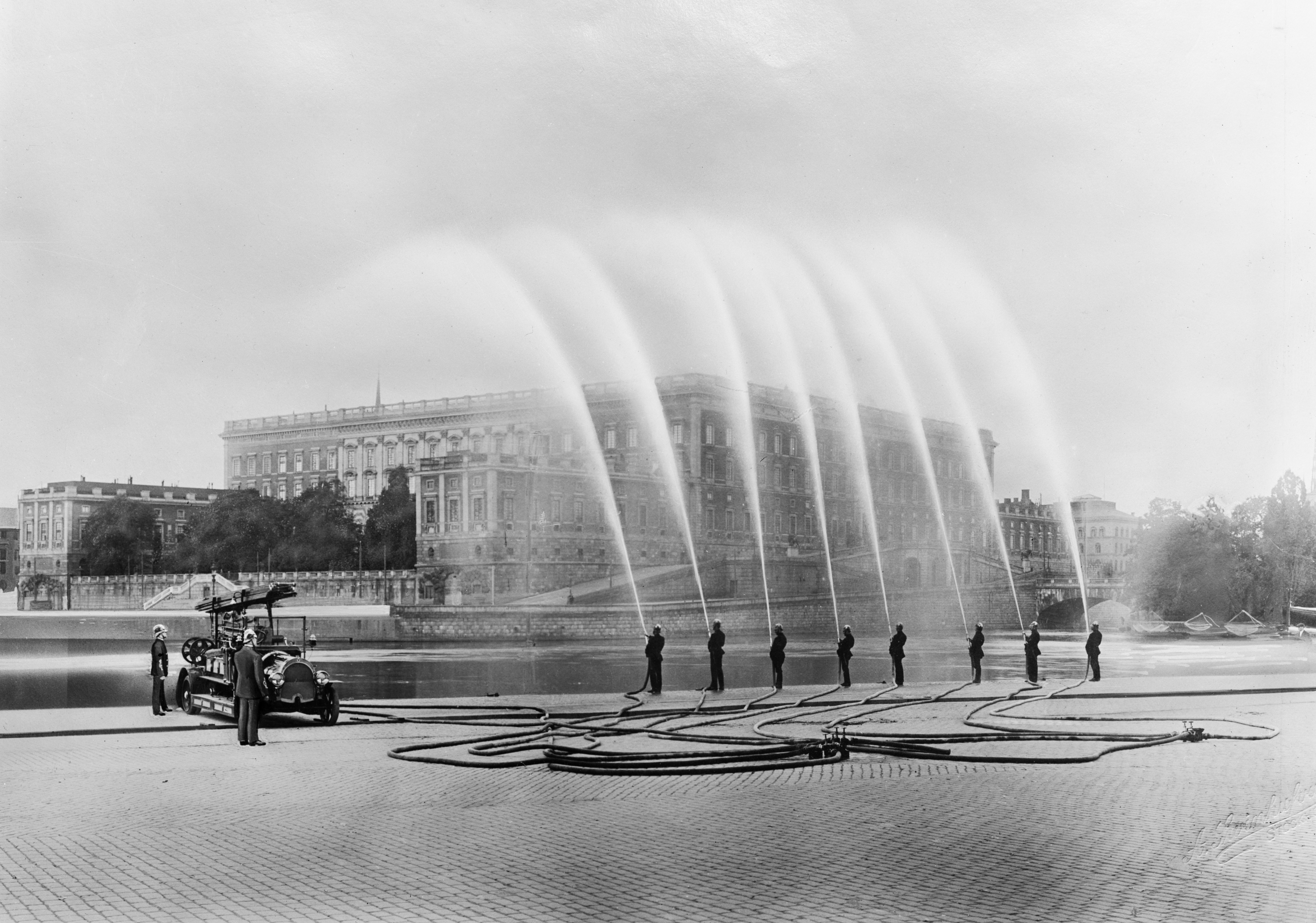
Stockholmská hasičská služba předvádí svůj nový hasicí přístroj, 1918.
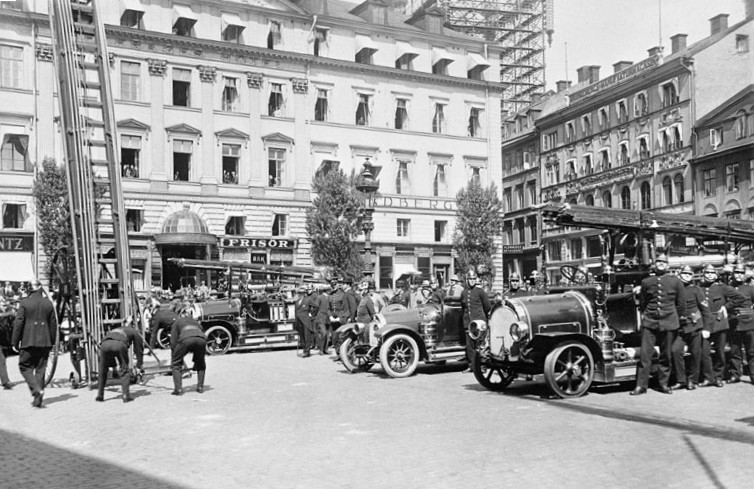
Demonstrace na schůzce požární bezpečnosti v Brunkebergstorg, 1921.
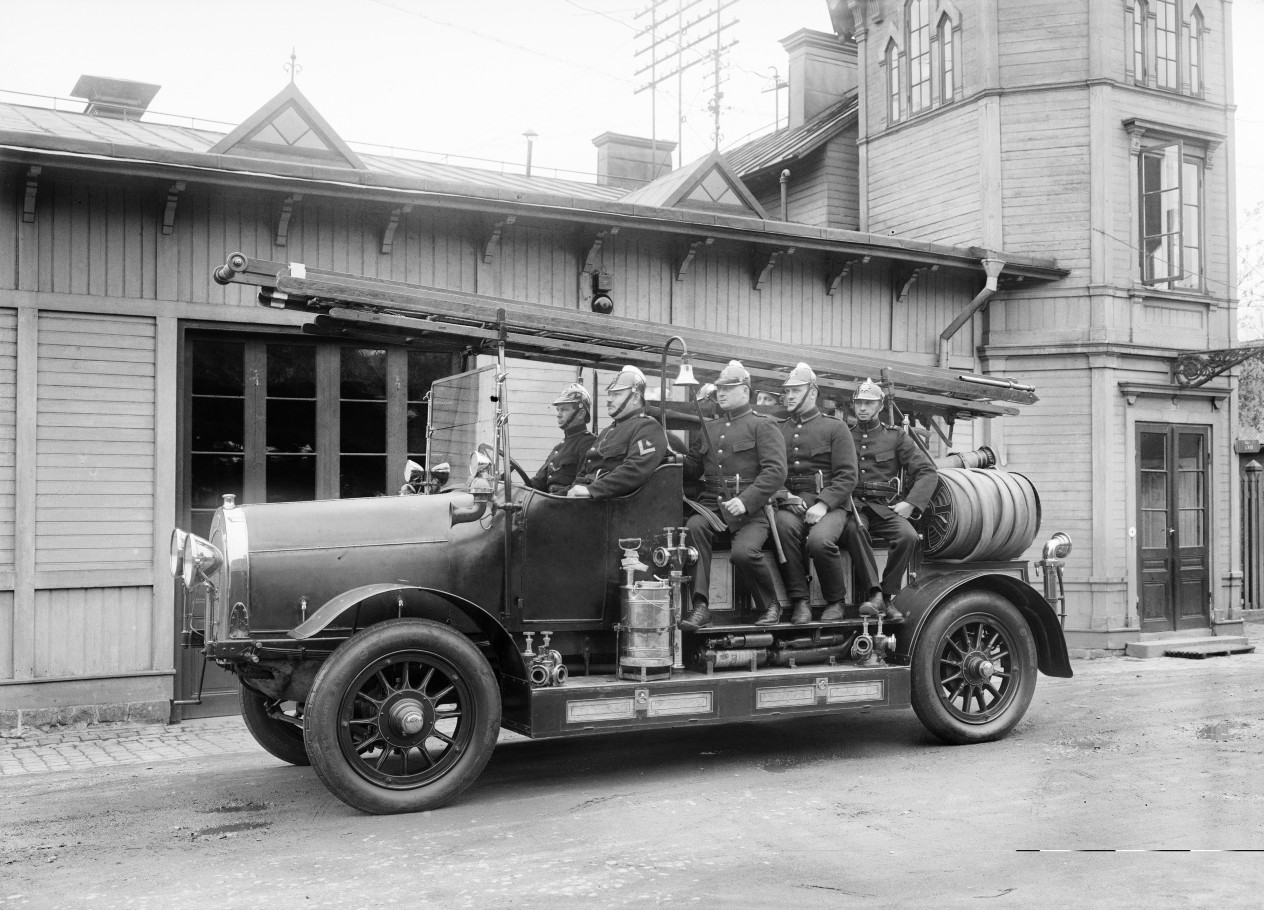
Hasičský vůz s hasiči před hasičskou stanicí Djurgården, 1927.

### Obchodník s papírem

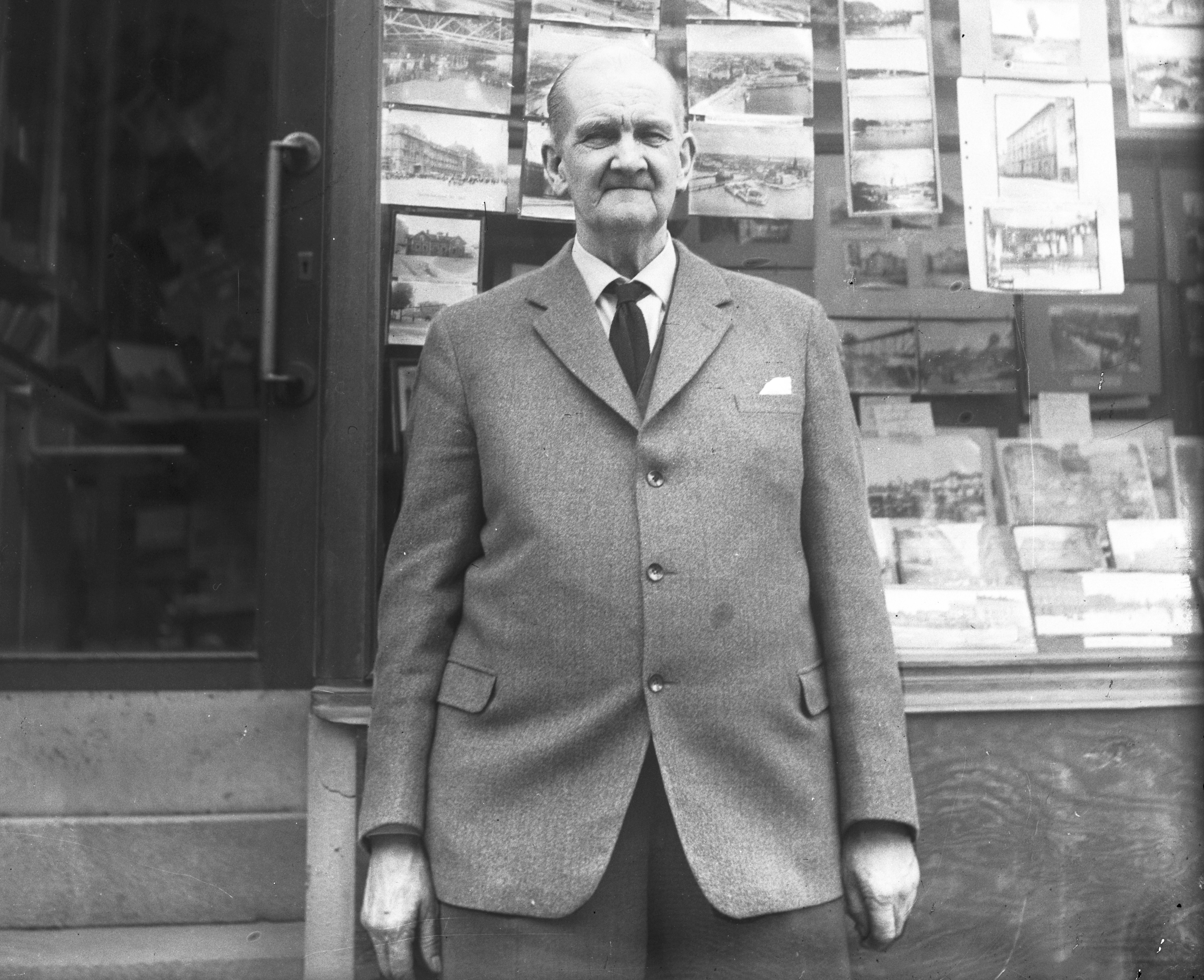
Axel Swinhufvud před svou papírnou, šedesátá léta.

Kolem roku 1942 Swinhufvudova exteriérová fotografie téměř ustala. V roce 1943 se oženil s Ruth Angerbergovou, také fotografkou. Ale manželství bylo krátké, zemřela v roce 1945 v apartmánech po operaci žlučového kamene. Swinhufvud odešel do svého papírenského podniku, které po smrti své matky provozoval se svou sestrou na adrese Karlavägen 27. Po smrti své sestry v roce 1957 podnikal sám. Prodával mimo jiné psací papír, papírenské výrobky a tabák, stejně jako své vlastní fotografie ve formě pohlednic. V roce 1961 požadoval jednu korunu za formát 9×13, dvě koruny za 13×18 a 4,50 za formát 18×24. Tady měl také svou fotografickou agenturu s asi 20 000 negativů z vlastní produkce. Veřejnost si mohla objednat kopie ze zveřejněných fotoalb. Obchod byl otevřen tři dny v týdnu, ostatní dny byl Swinhufvud ve své temné komoře. Časem se z něj stal uzavřený samotář trpící misantropií.

### Dar
Od konce 60. let Swinhufvud uvažoval o darování svých negativů tehdejšímu městskému muzeu ve Stockholmu. Také si představoval doživotní důchod ze Stockholmu, ale šlo pouze o kulturní stipendium na jeden rok. Jednání s městským muzeem narazila a na chvíli se chystal předat celý svůj majetek svému rodnému městu Strängnäs. V roce 1974 skončil v dlouhodobé péči v nemocnici Danderyd, kde v září 1978 zemřel ve věku 90 let.
Během pobytu fotografa v nemocnici byl jeho obchod bez obsluhy přepaden, byla ukradena většina fotoalb s důležitými textovými informacemi. Swinhufvud se o krádeži nikdy nedozvěděl. Co se stane s jeho obrazovým pokladem, bylo dlouho nejisté, ale po jeho smrti se ukázalo, že odkázal svých asi 20 000 negativů, převážně skleněných desek, do Městského muzea ve Stockholmu. Ve Stockholmské databázi a archivu Stockholmskällan a v digitálním městském muzeu je veřejnosti k dispozici velké množství Swinhufvudových fotografií.

## Galerie

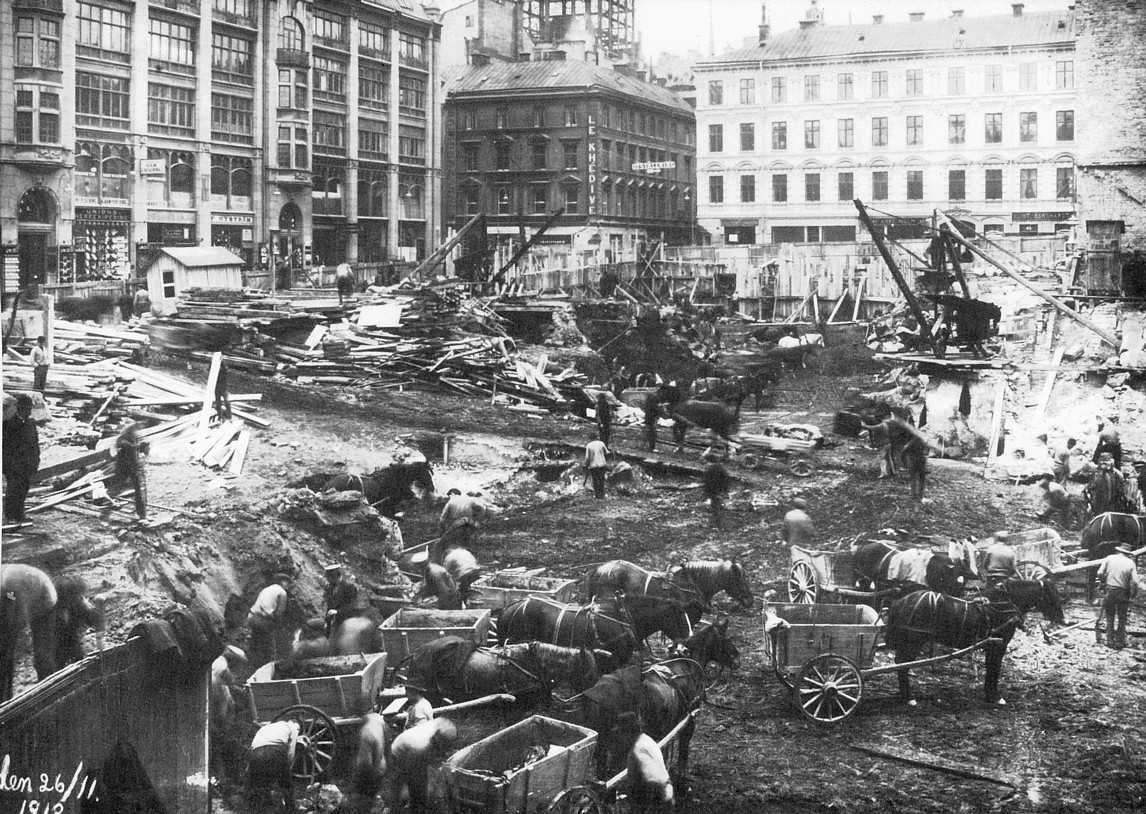
Výkopové práce pro obchodní dům Nordiska Kompaniet (NK), Hamngatan, Stockholm, 1913
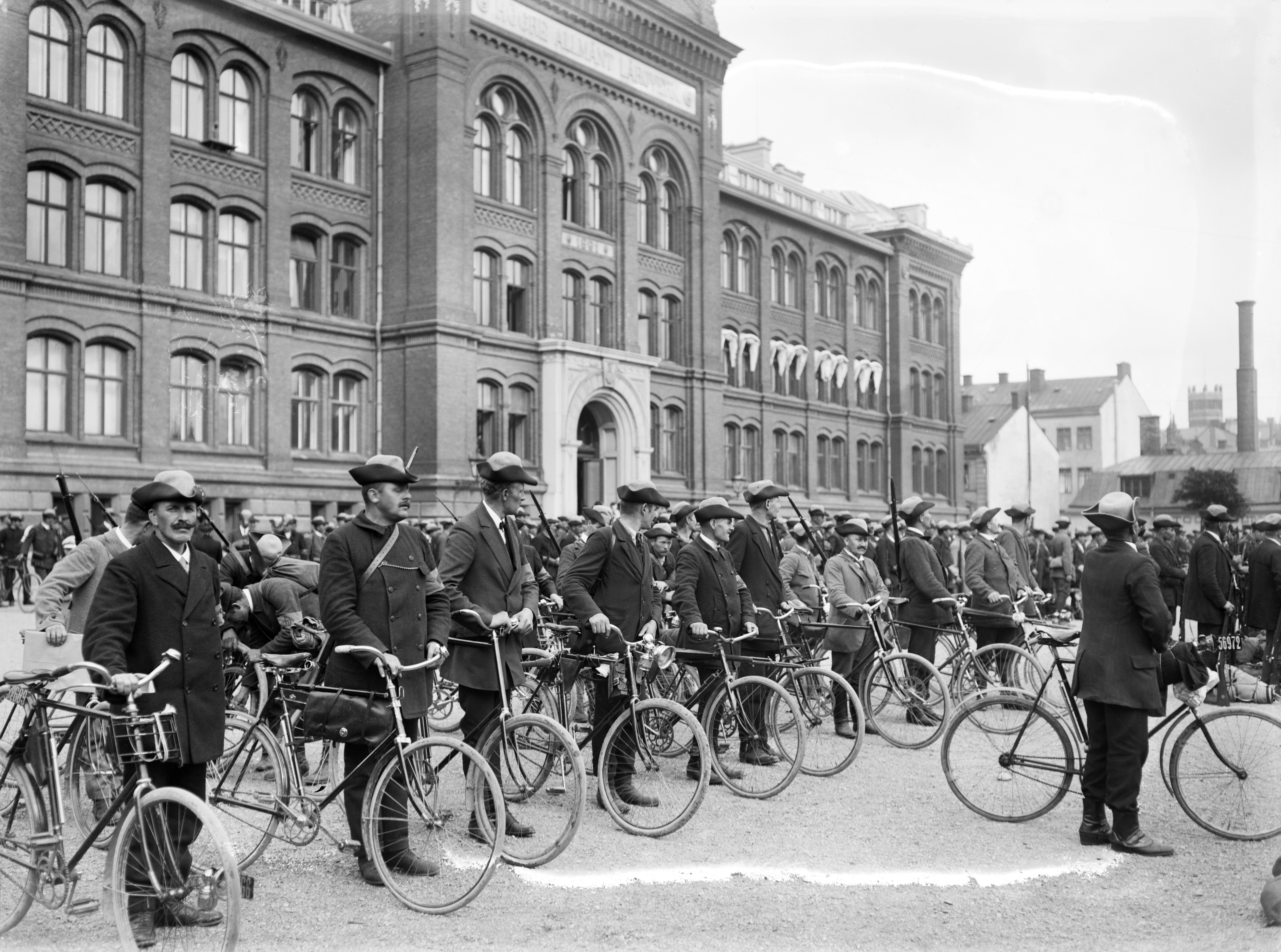
Landstormen på Södra Latins gård, 1914
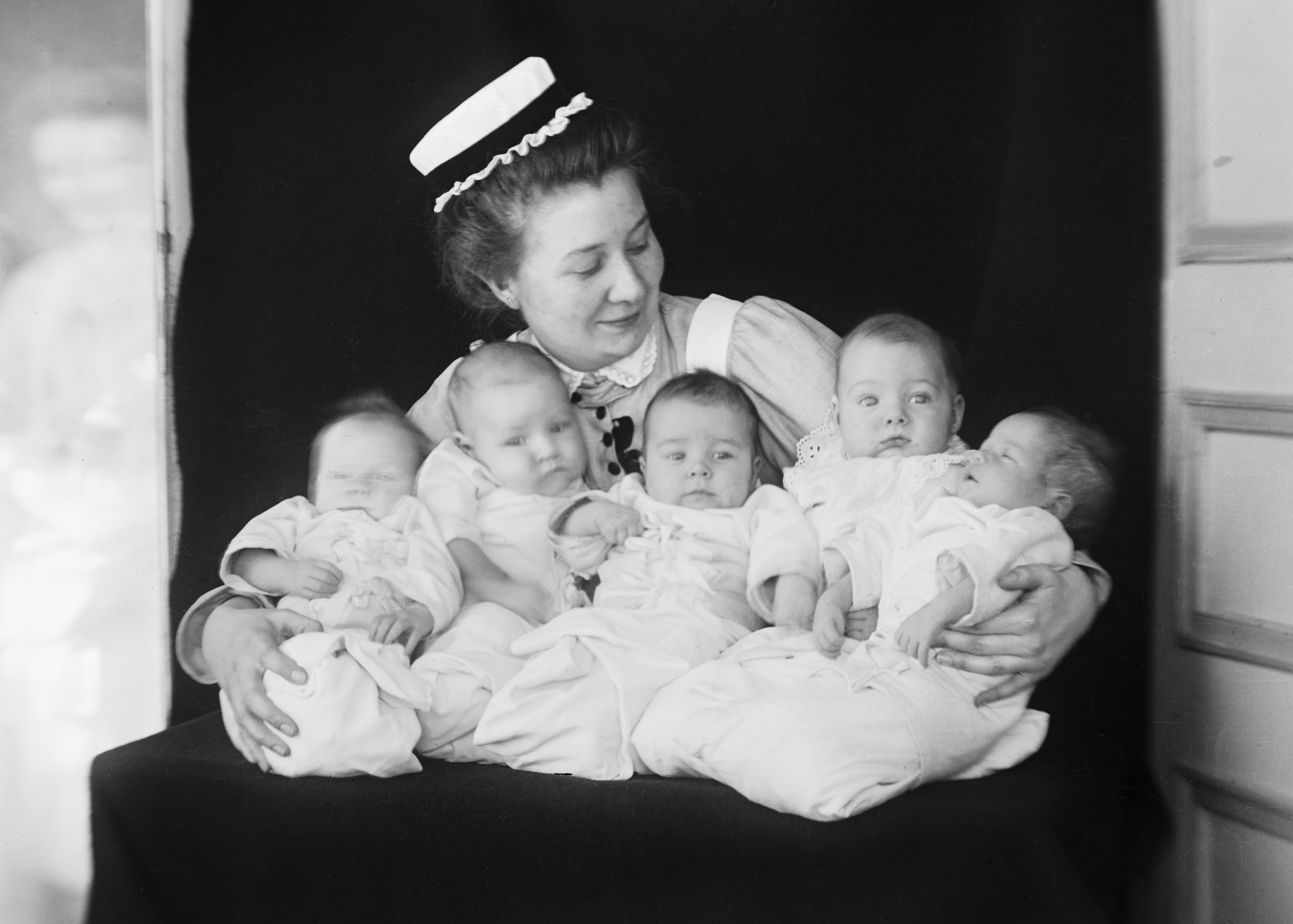
Syster på Sophiahemmet med fem spädbarn, 1920-tal
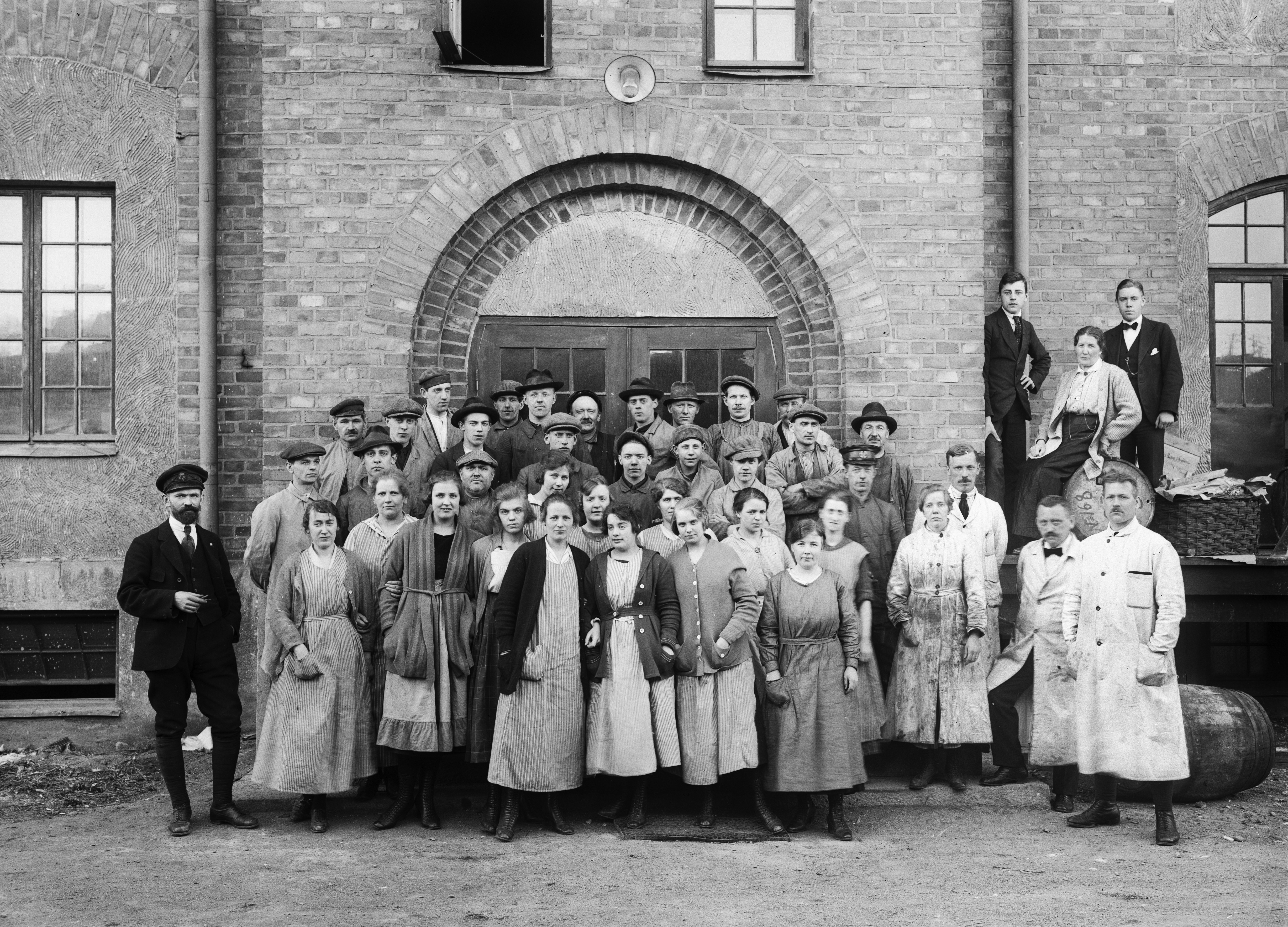
Personal framför Pharmacias fabrik i Liljeholmen, 1920-tal
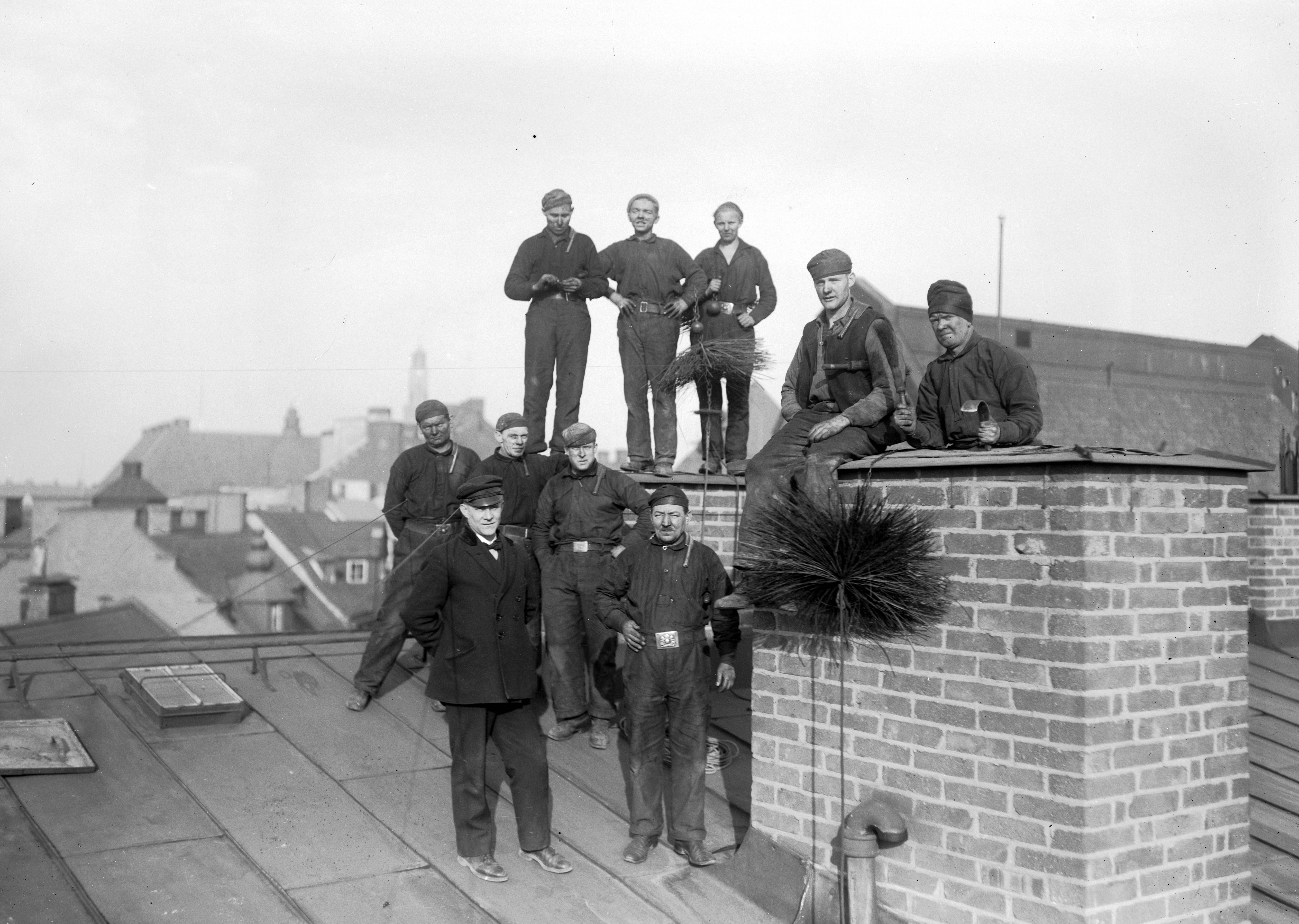
Kominíci na střeše někde ve Stockholmu, 20. léta 20. století
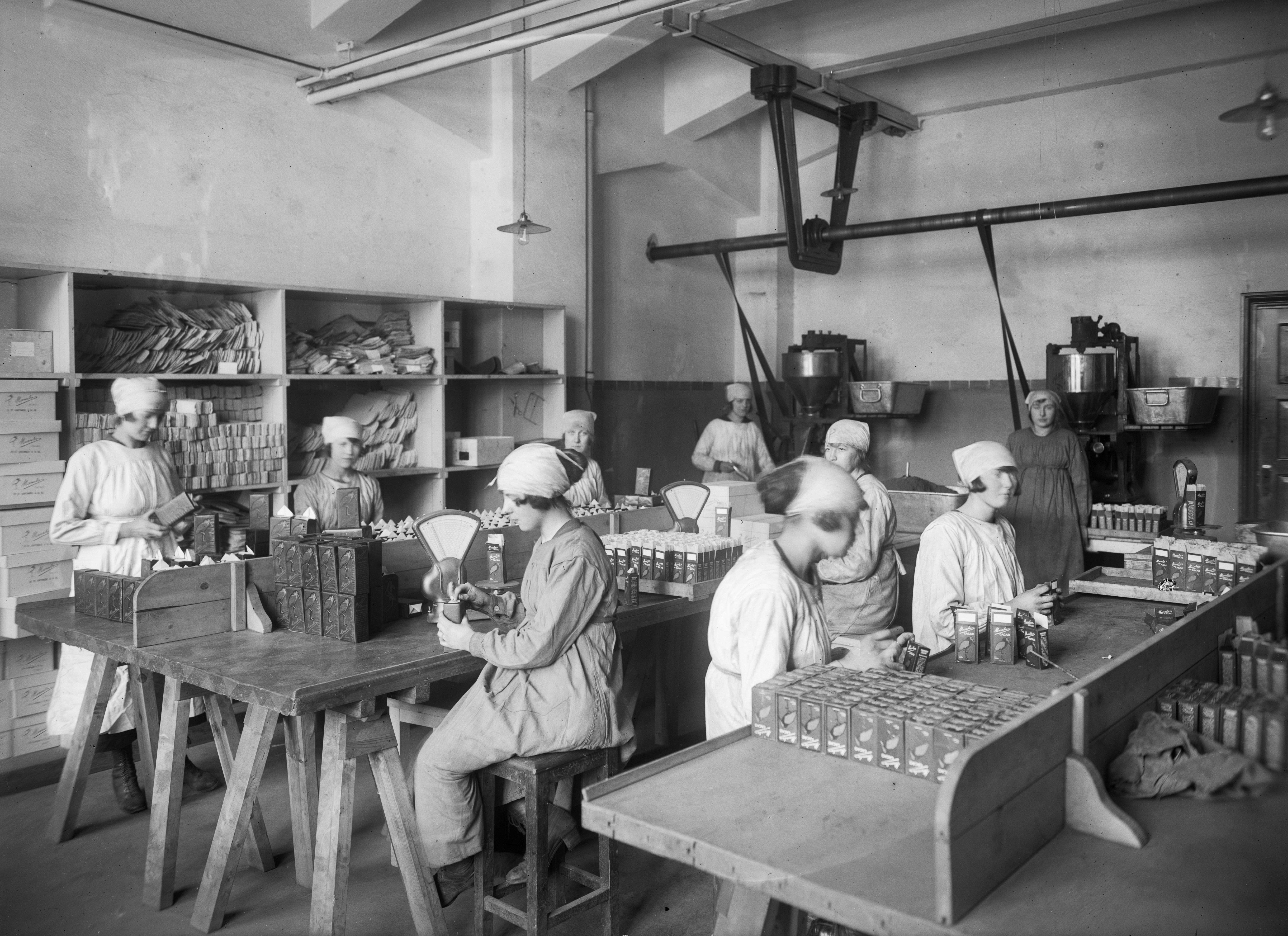
V továrně Marabou na čokoládu a kakao v Sundbybergu, 20. léta 20. století
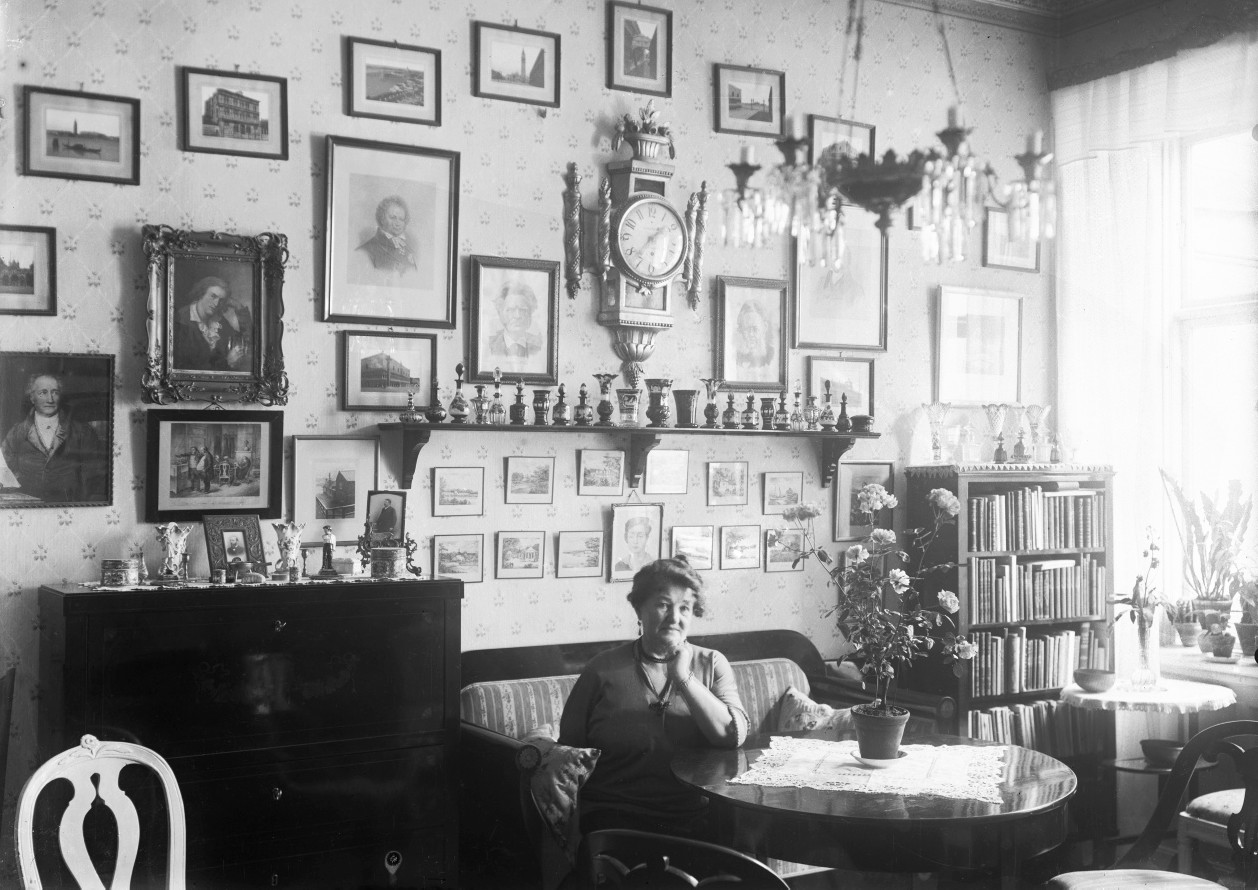
Politička Anna Lindhagen ve svém domě na Fjällgatanu, 30. léta
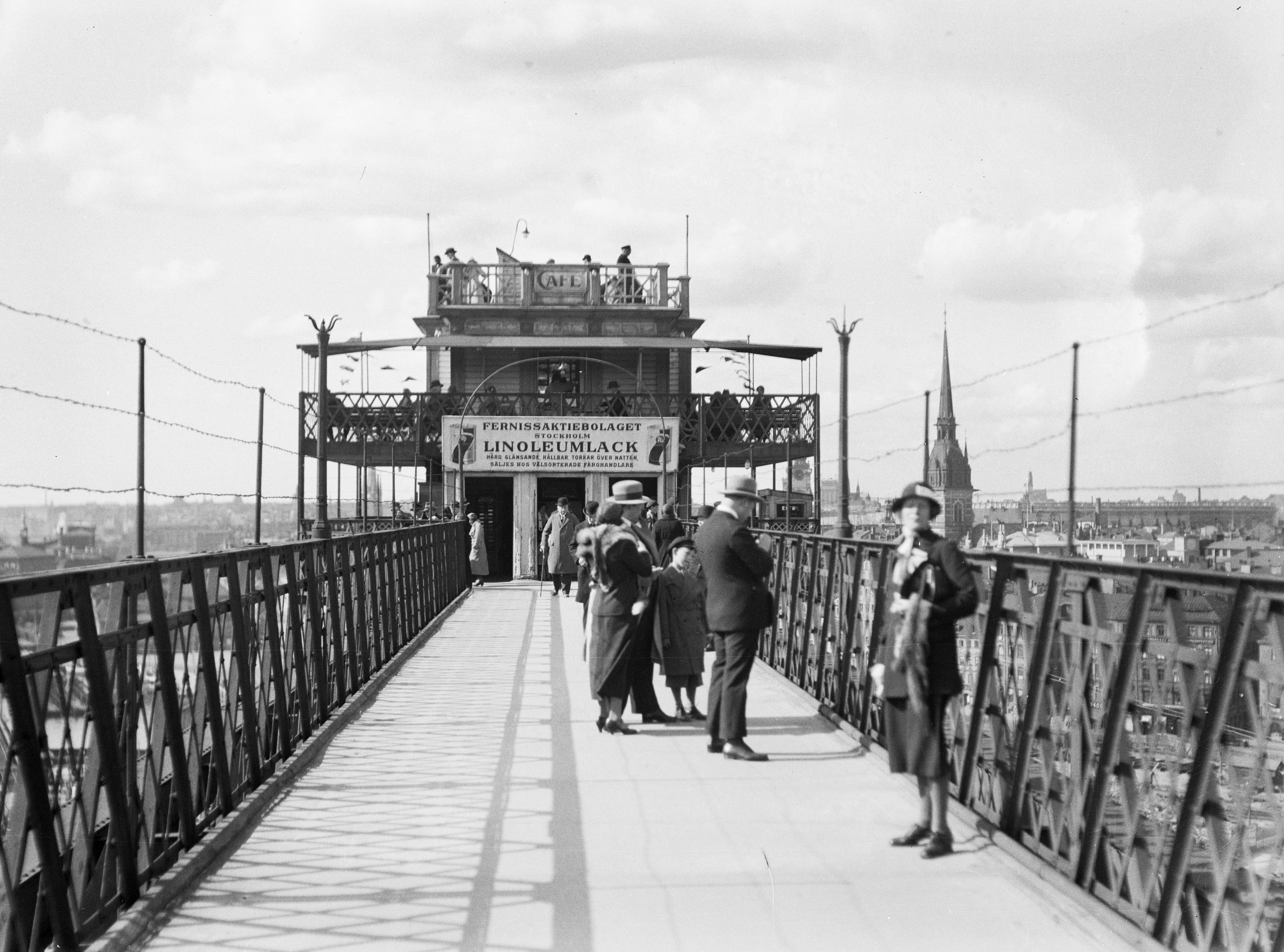
Lávka pro starou Katarinu, 30. léta